# F. Orosz Sára
F. Orosz Sára (Szentes, 1964. február 9. –) magyar keramikusművész és művészetelméleti kutató. Isaszegen él és dolgozik.

## Életpályája
Első generációs pedagógusok gyermekeként született. Művészeti tanulmányait a szegedi Tömörkény István Gimnázium és Művészeti Szakközépiskola falai közt kezdte, majd a Magyar Iparművészeti Egyetemen Porcelán-kerámia szakán diplomázott. (1990) Tanárai Csekovszky Árpád, Orbán Katalin, Minya Mária voltak. A Moholy-Nagy Művészeti Egyetemen védte meg tudományos fokozatait. Itteni mesterei Orbán Katalin, Probstner János. (Iparművészet elmélet DLA 2010, Művészettudomány PhD 2019) Az MMA Művészetelméleti Tagozatának köztestületi tagja. A Magyar Televízió IttARTunk című kulturális és művészeti magazinjának műsorvezetője és szerkesztője volt. (1997) A Gödöllői Iparművészeti Műhely alapítótagja, az általa kidolgozott Rajz-plasztika-kerámia kurzus tanára. A művészeti oktatás több szintjén tanít.
Művészet gyakorlati tevékenysége sokrétű, egyedi művészeti megrendelések tervezője és megvalósítója magán- és köztereken egyaránt. 1992 óta a Magyar Keramikusok Társasága tagja. Nemzetközi szimpozionok, mesterkurzusok és kiállítások résztvevője. Kedvelt kerámiaművészeti technikái: litofánia, porcelán, neriage, china painting, dombormű, plasztika, épületkerámia. Elemzőként a Szent István Egyetem GTK Társadalomtudományi Intézetében a Kommunikáció és Médiatudomány Tanszéken alapította meg  Kommunikációelméleti és esztétikai kutatócsoportját, majd a Magyar Művészeti Akadémia Művészetelméleti és Módszertani Kutatóintézetében dolgozott.
Publikációi nyomon követhetőek a Magyar Tudományos Művek Tárában, alkotások, könyvrészletek, cikkek, idézések, szerkesztések és műkritikák formájában.
Férje Futó Tamás grafikusművész, a Magyar Grafikusok Egyesületének elnöke, gyermekeik: Ádám és Benedek.

## Díjai, elismerései
- 1991 Prix Firmenich, nemzetközi parfümtégely-pályázat, Concours International de Céramique Carouge (Svájc)
- 1991, 1993 a Kecskeméti Nemzetközi Kerámia Stúdió ösztöndíjai
- 2000-től az NKA Iparművészeti Kollégiumának alkotói támogatásai
- 2013 Isaszeg Művészetéért-díj
- 2014-től az MMA MH program művészeti projekt támogatásai

## Köztéri munkái
- 1991 Kecskemét -  Pancsoló medence egyedi mozaikja. SOS Gyermekfalu
- 1995 Aklihegy (Kárpátalja) -  Római katolikus kegytárgyak. Ökumenikus templom
- 1998 Budapest -  „A Kárpát-medence legősibb sírköve”- installáció. MTA Régészeti Intézet
- 1999 Isaszeg -  „Isaszeg, ahogyan Jókai látta” – dombormű. Klapka Általános Iskola és Alapfokú Művészeti Iskola
- 2000 Isaszeg -  „Isaszegi turul” – plasztika. Millenniumi Emlékpark
- 2002 Gödöllő -  „Ősi írásjelek”- domborművek és épületkerámia elemek. Városi Könyvtár és Információs Központ (építész: Kálmán Ernő, Major György)
- 2003 Debrecen -  „A hét szabad művészet” – 18 dombormű. Debreceni Egyetem, Kassai úti Campus (építész: Kálmán Ernő, Major György)[4][5]
- 2006 Budajenő - Keresztelőkút, Húsvéti gyertyaállvány, „Kézjegy-téglák”. Verbita kápolna (építész: Major György)
- 2010 Isaszeg -  Keresztút stációinak domborművei. Kálváriadomb[6]
- 2011 Gödöllő -  Református Líceum címer-dombormű
- 2015 Mátraverebély-Szentkút
- 2016 Mátraverebély-Szentkút - Egyedi virágedények a felújított, barokk, vörösmárvány oltárhoz. Nemzeti Kegyhely
- 2017 Délegyháza - Oltárdombormű. Magyarok Nagyasszonya-templom (építész: Major György)
- 2022 Isaszeg - Ruszt József Kossuth-díjas rendező domborműve, Damjanich Általános Iskola

## Művei közgyűjteményekben
- Fény vagy árnyék Iparművészeti Múzeum
- Archaikus edény Nagytétényi Kastélymúzeum
- Egyedi ékszerek FuLe International Art Museum, Kína
- Parfümtégely Nemzetközi Kerámia Stúdió, Kecskemét
- Sodrásban I-II. NKS, Kecskemét
- Hommage a Cs. Á. I-III. Egon Schiele Art Center Cesky Krumlov
- Anyaság Kortárs Keresztény Művészeti Gyűjtemény, Katona József Múzeum, Kecskemét

## Képgaléria

F. Orosz Sára műveiből
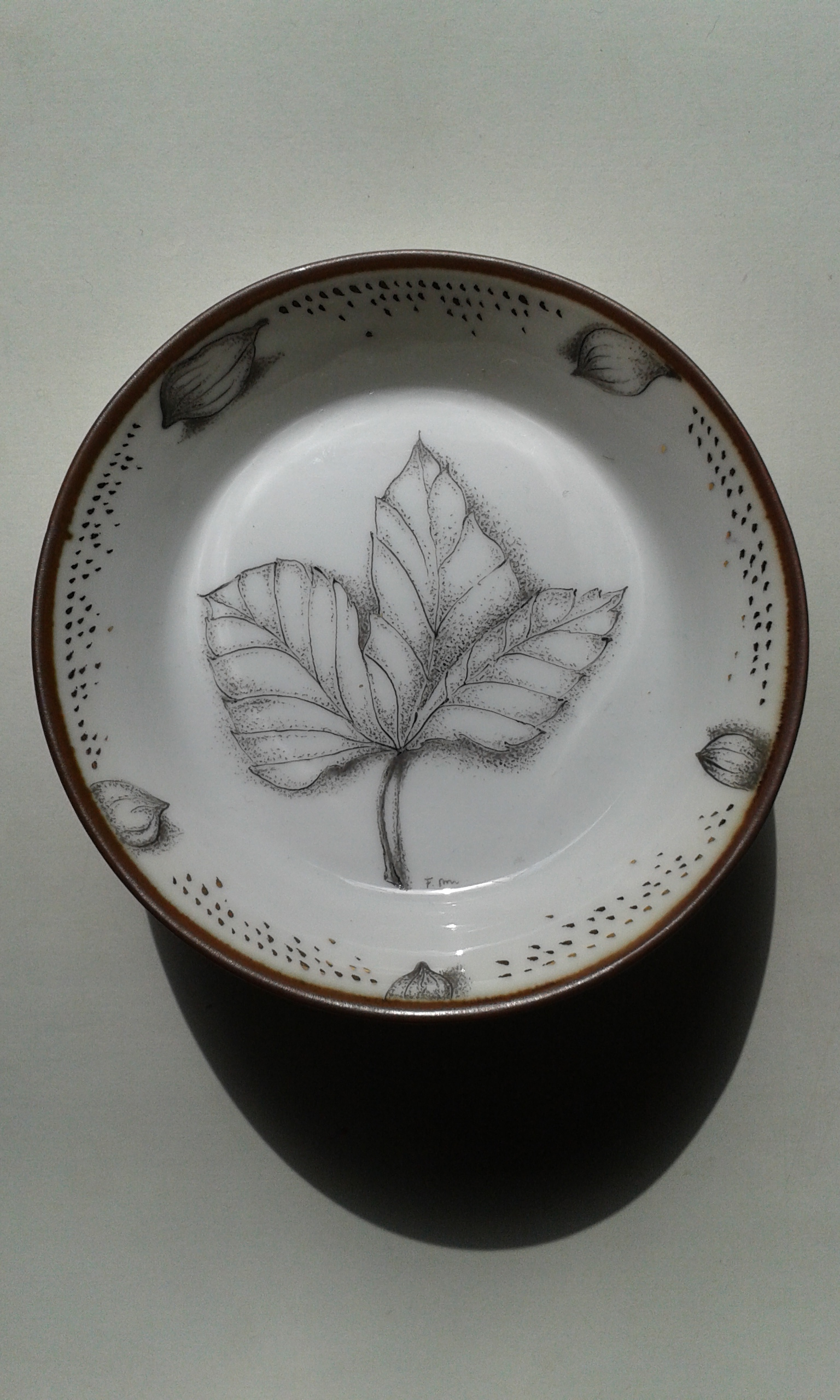
Levél és aranyos magvak
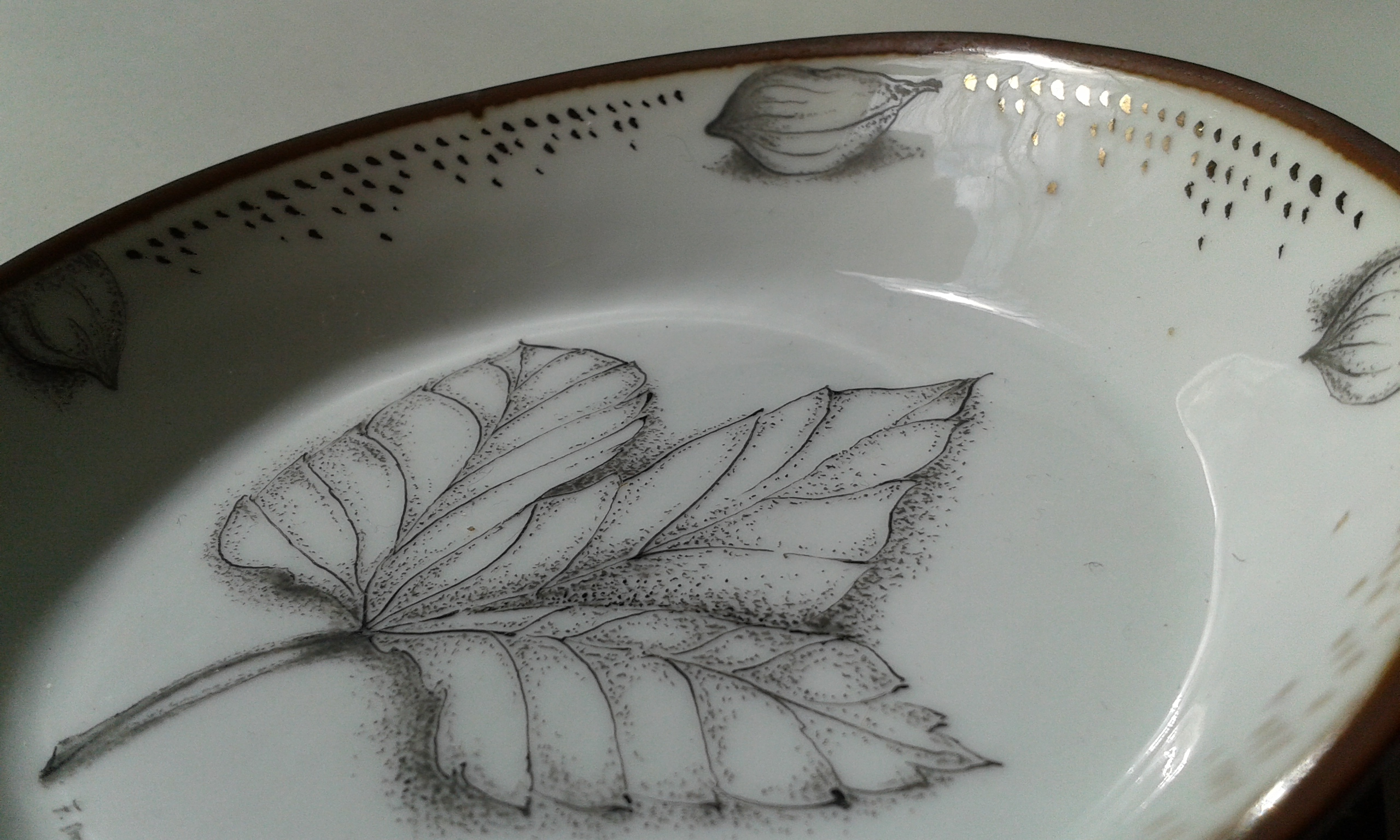
Levél és aranyos magvak (közeli)
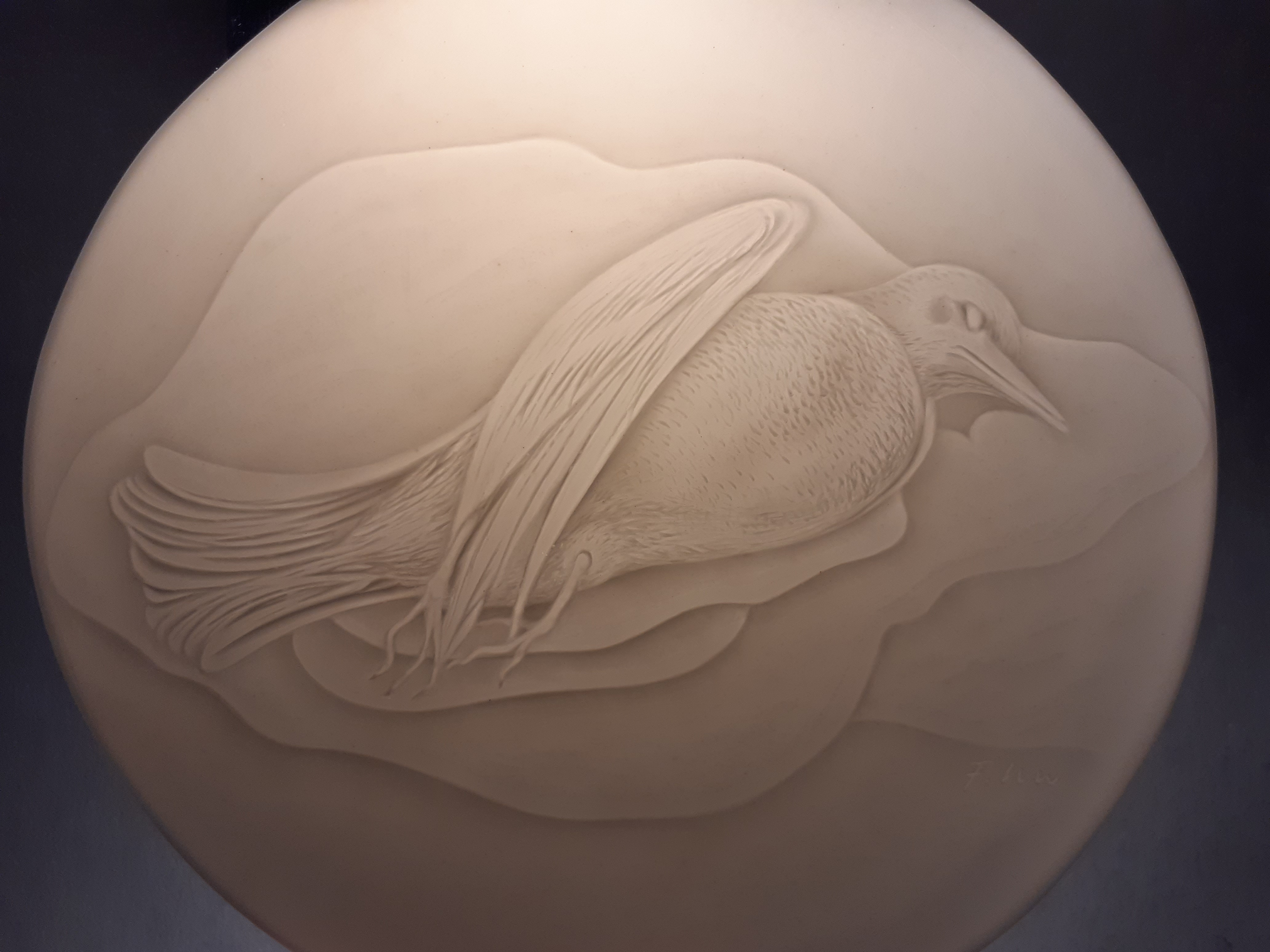
A halott rigó című műtárgy (litofánia)
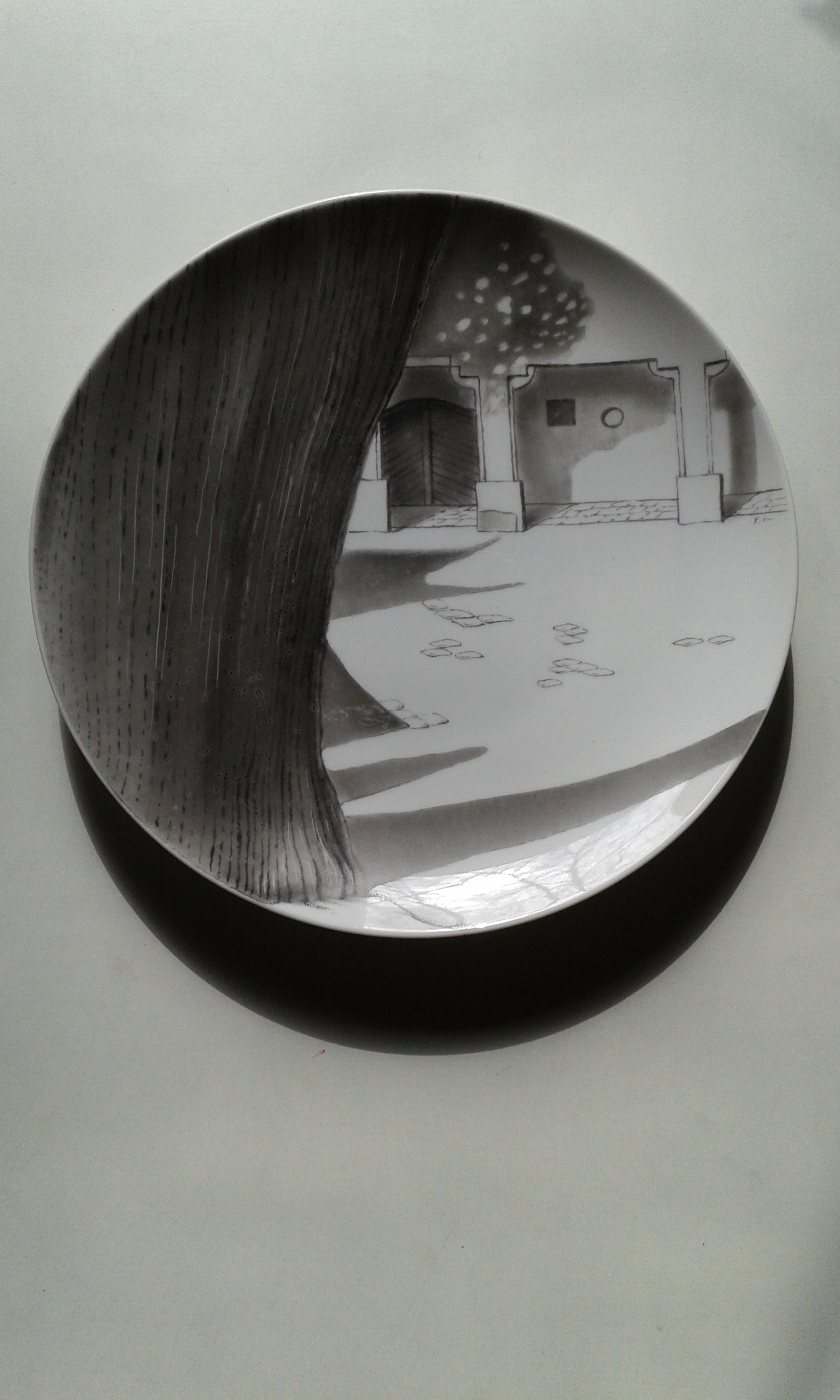
A stúdió hátsó udvara (China painting), 2015